# Rolling in the Deep
Rolling in the Deep песма је енглеске кантауторке Адел са њеног другог студијског албума, 21. Написали су је Адел и Пол Епворт, а сама певачица је описује као „мрачни блуз са госпел диско мелодијом”. У 2011. години сингл је проглашен за највећи кросовер хит у Сједињеним Америчким Државама од 1985. године, бивајући често пуштан на разним радијским форматима. Песма је објављена 29. новембра 2010. као водећи сингл и уводна песма са албума 21, у формату виртуелног преузимања. Текст описује осећања презреног љубавника.
Rolling in the Deep је добио мноштво позитивних критика, уз похвале продукције и певачициног вокалног извођења. Песма је остварила значајан успех, водећи Адел ка светској слави и успеху. Песма је достигла прво место рекордних листа у 12 земаља, као и међу првих пет у многим другим државама. Ово је прва Аделина песма која је достигла прво место рекордних листа у САД, укључујући многе Билбордове листе попут Билборд хот 100, где је седам недеља била на првом месту. До фебруара 2012, Rolling in the Deep је продат у више од 8,7 милиона примерака у Сједињеним Америчким Државама, чинећи га најпродаванијом дигиталном песмом женског извођача у САД, другом најпродаванијом дигиталном песмом у САД и Аделином најпродаванијом песмом изван родне земље, престижући њен претходни хит Chasing Pavements по продаји. Широм света, ово представља пети најпродаванији дигитални сингл у 2011. години са продајом у преко 8,2 милиона примерака. Од 2019. године, Rolling in the Deep постаје најпродаванији дигитални сингл свих времена са продајом од преко 20,6 милиона примерака широм света. Песма је провела 65 недеља на рекордним листама, чинећи је четвртом по недељама проведеним на листама у то време, заједно са песмама Foolish Games и You Were Meant for Me певачице Џул.
Музички видео песме добио је седам водећих номинација на МТВ додели награда за музички видео 2011, укључујући и ону за „видео године”; побеђујући у три категорије — за „најбољу монтажу”, „најбољу кинематографију” и „најбољу уметничку режију”. Rolling in the Deep је такође достигао и на прв место Билбордове листе за 2011. годину. На 54. додели награде Греми песма је победила у категоријама „рекорд године”, „песма године” и „најбољи краткотрајни музички видео”. Разни критичари и музичке публикације оценили су је као најбољу песму године на својим листама с краја године, а часопис Rolling Stone ју је сврстао на 8. место листе „100 највећих песама 21. века”.